# Rhoikos (Kentaur)
Rhoikos (altgriechisch Ῥοῖκος Rhoíkos) ist ein Kentaur in der griechischen Mythologie.
Er und sein Freund Hylaeus planten, Atalante zu schänden, und zogen nachts mit Fackeln durch den Wald. Sie rissen Äste ab und flochten Girlanden damit. In ihrem Übermut steckten sie den Wald in Brand. Dies blieb Atalante jedoch nicht verborgen. Als sie sich ihrer Höhle näherten, tötete sie sie mit ihrem Bogen.
Es wird vermutet, dass Rhoikos mit dem Kentaur Rhoetus identisch ist und als solcher an der Kentauromachie teilnahm: „Der von Kallimachos ... erwähnte Kentaurenname Ῥοῖκος (Rhoíkos) ... scheint nur ein mittels eines andern Suffixes gebildeter Doppelgänger unseres Ῥοῖτος (Rhoítos) zu sein.“